# Campeonato Europeu de Voleibol Feminino de 2009
O Campeonato Europeu de Voleibol Feminino de 2009 foi a 26ª edição do evento que ocorre a cada dois anos. O evento é realizado pela Confederação Europeia de Voleibol. O torneio aconteceu entre 25 de setembro a 4 de outubro de 2009 nas cidades de Łódź, Katowice, Wrocław e Bydgoszcz, todas na Polônia.

## Ginásios
| Bydgoszcz                    | Łódź                           | Katowice                  | Wrocław                         |
| ---------------------------- | ------------------------------ | ------------------------- | ------------------------------- |
| Łuczniczka Capacidade: 8,000 | Atlas Arena Capacidade: 13,500 | Spodek Capacidade: 11,500 | Hala Stulecia Capacidade: 7,000 |
|                              |                                |                           |                                 |

## Grupos
| Grupo A - Łódź                              | Grupo B - Wrocław                      | Grupo C - Bydgoszcz                          | Grupo D - Katowice                           |
| ------------------------------------------- | -------------------------------------- | -------------------------------------------- | -------------------------------------------- |
| Polônia · Países Baixos · Espanha · Croácia | Itália · Alemanha · Turquia · França · | Rússia · Bélgica · Bulgária · Bielorrússia · | Sérvia · Chéquia · Eslováquia · Azerbaijão · |

## Primeiro turno

### Grupo A
- Łódź

|     |               |     | Jogos | Jogos | Jogos | Pontos | Pontos | Pontos | Sets | Sets | Sets  |
| Pos | Equipe        | Pts | T     | V     | D     | V      | P      | R      | V    | P    | R     |
| --- | ------------- | --- | ----- | ----- | ----- | ------ | ------ | ------ | ---- | ---- | ----- |
| 1   | Países Baixos | 6   | 3     | 3     | 0     | 9      | 0      | MAX    | 225  | 140  | 1.607 |
| 2   | Polônia       | 5   | 3     | 2     | 1     | 6      | 5      | 1.200  | 236  | 218  | 1.083 |
| 3   | Espanha       | 4   | 3     | 1     | 2     | 5      | 8      | 0.625  | 243  | 282  | 0.862 |
| 4   | Croácia       | 3   | 3     | 0     | 3     | 2      | 9      | 0.222  | 188  | 252  | 0.746 |

### Grupo B
- Wrocław

|     |          |     | Jogos | Jogos | Jogos | Pontos | Pontos | Pontos | Sets | Sets | Sets  |
| Pos | Equipe   | Pts | T     | V     | D     | V      | P      | R      | V    | P    | R     |
| --- | -------- | --- | ----- | ----- | ----- | ------ | ------ | ------ | ---- | ---- | ----- |
| 1   | Itália   | 6   | 3     | 3     | 0     | 9      | 1      | 9.000  | 248  | 193  | 1.285 |
| 2   | Alemanha | 5   | 3     | 2     | 1     | 6      | 6      | 1.000  | 262  | 265  | 0.989 |
| 3   | Turquia  | 4   | 3     | 1     | 2     | 5      | 6      | 0.833  | 228  | 227  | 1.004 |
| 4   | França   | 3   | 3     | 0     | 3     | 2      | 9      | 0.222  | 217  | 270  | 0.804 |

### Grupo C
- Bydgoszcz

|     |              |     | Jogos | Jogos | Jogos | Pontos | Pontos | Pontos | Sets | Sets | Sets  |
| Pos | Equipe       | Pts | T     | V     | D     | V      | P      | R      | V    | P    | R     |
| --- | ------------ | --- | ----- | ----- | ----- | ------ | ------ | ------ | ---- | ---- | ----- |
| 1   | Rússia       | 6   | 3     | 3     | 0     | 9      | 2      | 4.500  | 253  | 178  | 1.421 |
| 2   | Bulgária     | 5   | 3     | 2     | 1     | 6      | 6      | 1.000  | 240  | 251  | 0.956 |
| 3   | Bélgica      | 4   | 3     | 1     | 2     | 7      | 7      | 1.000  | 293  | 304  | 0.964 |
| 4   | Bielorrússia | 3   | 3     | 0     | 3     | 2      | 9      | 0.222  | 217  | 270  | 0.804 |

### Grupo D
- Katowice

|     |            |     | Jogos | Jogos | Jogos | Pontos | Pontos | Pontos | Sets | Sets | Sets  |
| Pos | Equipe     | Pts | T     | V     | D     | V      | P      | R      | V    | P    | R     |
| --- | ---------- | --- | ----- | ----- | ----- | ------ | ------ | ------ | ---- | ---- | ----- |
| 1   | Sérvia     | 6   | 3     | 3     | 0     | 9      | 0      | MAX    | 225  | 160  | 1.406 |
| 2   | Azerbaijão | 4   | 3     | 1     | 2     | 5      | 8      | 0.625  | 264  | 272  | 0.971 |
| 3   | Chéquia    | 4   | 3     | 1     | 2     | 5      | 8      | 0.625  | 269  | 282  | 0.954 |
| 4   | Eslováquia | 4   | 3     | 1     | 2     | 5      | 8      | 0.625  | 244  | 288  | 0.847 |

## Segunda fase

### Grupo E
- Łódź

|     |               |     | Jogos | Jogos | Jogos | Pontos | Pontos | Pontos | Sets | Sets | Sets  |
| Pos | Equipe        | Pts | T     | V     | D     | V      | P      | R      | V    | P    | R     |
| --- | ------------- | --- | ----- | ----- | ----- | ------ | ------ | ------ | ---- | ---- | ----- |
| 1   | Países Baixos | 10  | 5     | 5     | 0     | 15     | 2      | 7.500  | 407  | 312  | 1.304 |
| 2   | Polônia       | 9   | 5     | 4     | 1     | 12     | 8      | 1.500  | 449  | 424  | 1.059 |
| 3   | Rússia        | 8   | 5     | 3     | 2     | 12     | 9      | 1.333  | 465  | 428  | 1.086 |
| 4   | Bulgária      | 7   | 5     | 2     | 3     | 7      | 12     | 0.583  | 390  | 422  | 0.924 |
| 5   | Espanha       | 6   | 5     | 1     | 4     | 7      | 14     | 0.500  | 419  | 478  | 0.877 |
| 6   | Bélgica       | 5   | 5     | 0     | 5     | 7      | 15     | 0.467  | 423  | 489  | 0.865 |

### Grupo F
- Katowice

|     |            |     | Jogos | Jogos | Jogos | Pontos | Pontos | Pontos | Sets | Sets | Sets  |
| Pos | Equipe     | Pts | T     | V     | D     | V      | P      | R      | V    | P    | R     |
| --- | ---------- | --- | ----- | ----- | ----- | ------ | ------ | ------ | ---- | ---- | ----- |
| 1   | Itália     | 10  | 5     | 5     | 0     | 15     | 0      | MAX    | 379  | 290  | 1.307 |
| 2   | Alemanha   | 9   | 5     | 4     | 1     | 12     | 7      | 1.714  | 431  | 359  | 1.201 |
| 3   | Turquia    | 8   | 5     | 3     | 2     | 11     | 8      | 1.375  | 419  | 408  | 1.027 |
| 4   | Sérvia     | 7   | 5     | 2     | 3     | 9      | 9      | 1.000  | 379  | 397  | 0.955 |
| 5   | Chéquia    | 6   | 5     | 1     | 4     | 3      | 14     | 0.214  | 333  | 409  | 0.814 |
| 6   | Azerbaijão | 5   | 5     | 0     | 5     | 3      | 15     | 0.200  | 347  | 425  | 0.816 |

## Semifinais e finais
Através de um sorteio foi definido os adversários dos líderes dos grupos.
|  | Semifinais                  | Semifinais                  |   |                             | Final                       | Final |  |
|  |                             |                             |   |                             |                             |       |  |
|  | 3 de outubro de 2009 - Łódź |                             |   |                             |                             |       |  |
|  | Países Baixos               | 3                           |   |                             |                             |       |  |
|  | Polônia                     | 1                           |   |                             |                             |       |  |
|  |                             |                             |   |                             |                             |       |  |
|  |                             |                             |   |                             | 4 de outubro de 2009 - Łódź |       |  |
|  |                             |                             |   |                             | Países Baixos               | 0     |  |
|  |                             | Itália                      | 3 |                             |                             |       |  |
|  |                             |                             |   |                             |                             |       |  |
|  |                             |                             |   |                             |                             |       |  |
|  |                             |                             |   |                             | Terceiro lugar              |       |  |
|  | 3 de outubro de 2009 - Łódź | 3 de outubro de 2009 - Łódź |   | 4 de outubro de 2009 - Łódź | 4 de outubro de 2009 - Łódź |       |  |
|  | Itália                      | 3                           |   | Polônia                     | 3                           |       |  |
|  | Alemanha                    | 1                           |   |                             | Alemanha                    | 0     |  |

## Classificação final
| Campeão | Vice-campeão | Terceiro lugar |
| ItáliaGiulia Rondon · Enrica Merlo · Jenny Barazza · Manuela Secolo · Paola Cardullo · Serena Ortolani · Francesca Piccinini · Valentina Arrighetti · Eleonora Lo Bianco · Antonella Del Core · Lucia Bosetti · Simona Gioli · Taismary Agüero · Lucia Crisanti | Países BaixosKim Staelens · Monique Wismeijer · Francien Huurman · Chaïne Staelens · Robin De Kruijf · Maret Grothues · Alice Blom · Janneke van Tienen · Caroline Wensink · Manon Flier · Ingrid Visser · Debby Stam | PolôniaAnna Barańska · Mariola Barbachowska · Anna Woźniakowska · Dorota Pykosz · Natalia Bamber · Agnieszka Bednarek-Kasza · Izabela Bełcik · Milena Sadurek · Paulina Maj · Katarzyna Biel · Aleksandra Jagieło · Joanna Kaczor · Eleonora Staniszewska · Klaudia Kaczorowska |

| 4  | Alemanha     |
| 5  | Turquia      |
| 6  | Rússia       |
| 7  | Sérvia       |
| 8  | Bulgária     |
| 9  | Espanha      |
| 10 | Chéquia      |
| 11 | Bélgica      |
| 12 | Azerbaijão   |
| 13 | Eslováquia   |
| 14 | França       |
| 14 | Bielorrússia |
| 16 | Croácia      |

## Premiações individuais
| MVP (Most Valuable Player) | Manon Flier              | Países Baixos |
| Melhor atacante            | Simona Gioli             | Itália        |
| Melhor bloqueadora         | Christiane Fürst         | Alemanha      |
| Melhor sacadora            | Agnieszka Bednarek-Kasza | Polônia       |
| Melhor líbero              | Paola Cardullo           | Itália        |
| Melhor levantadora         | Eleonora Lo Bianco       | Itália        |
| Melhor receptora           | Kerstin Tzscherlich      | Alemanha      |
| Maior pontuadora           | Margareta Kozuch         | Alemanha      |